# Today (audycja radiowa)
Today (Dziś, nazwa oficjalna: the Today programme) – poranna informacyjno-publicystyczna audycja radiowa emitowana sześć razy w tygodniu na antenie BBC Radio 4. Od poniedziałku do piątku jest nadawana od 6:00 do 9:00, a w soboty od 7:00 do 9:00. Jest najpopularniejszą pozycją programową Radio 4, ze średnią słuchalnością 6,6 mln osób tygodniowo i 11.6 mln kwartalnie. W plebiscycie przeprowadzonym w 2005 roku wśród członków Izby Gmin, politycy uznali Today za najbardziej wpływowy program informacyjny w brytyjskich mediach elektronicznych.  Audycja jest nadawana nieprzerwanie od 28 października 1957 roku. Obecnie jej studio mieści się w gmachu Broadcasting House w centrum Londynu.

## Formuła
Podobnie jak większość tego typu programów, Today składa się z takich elementów jak regularne serwisy informacyjne, pogodowe, sportowe i ekonomiczne. Dodatkowo codziennie wcześnie rano nadawana jest "modlitwa dnia", a nieco później "myśl dnia", zwykle przygotowana przez prominentnego duchownego lub teologa reprezentującego jedno z głównych obecnych w Wielkiej Brytanii wyznań. W czasie sesji parlamentu nadawane jest podsumowanie obrad z poprzedniego dnia. Najważniejszym segmentem są jednak rozmowy z gośćmi, przede wszystkim politykami i ekspertami, uzupełniane materiałami reporterskimi, zarówno nagranymi wcześniej, jak i nadawanymi na żywo. Za kulminacyjny moment programu uważana jest rozmowa o 8:10, niemal zawsze dotycząca najważniejszych wydarzeń politycznych. Żartobliwym zwyczajem prezenterów jest wygłaszanie, popartych wyłącznie własną intuicją i poczuciem humoru, rekomendacji dotyczących planowanych na dany dzień zakładów na wyścigi konne. Często są do tego zapraszani również goście (np. 27 maja 2010 roku w roli "eksperta wyścigowego" wystąpił premier David Cameron).

### Krytyka
Styl prowadzenia rozmów z gośćmi przez prezenterów Today uznawany jest za bardzo konfrontacyjny, a niekiedy wręcz agresywny, nawet według brytyjskich standardów, które i tak zakładają dużo twardszą postawę dziennikarza wobec gościa niż ma to zwykle miejsce np. w Polsce. W opublikowanym w lipcu 2013 wewnętrznym raporcie, przygotowanym na zlecenie rady nadzorczej BBC, program został skrytykowany za stawianie swoich gości w sytuacji, w której muszą być przygotowani na wszelkie możliwe pytania zadawane w mało uprzejmy sposób czy wręcz w formie połajanek, w dodatku wcześnie rano i na żywo, co sprawia, że nawet dobrze przygotowana merytorycznie osoba może wypaść niezasłużenie źle. Jako wyróżniającego się pod tym negatywnym względem prezentera programu raport wymienił jego największą dziennikarską gwiazdę, Johna Humphrysa.

## Prezenterzy
Today ma sześcioro głównych prezenterów, przy czym każde wydanie prowadzi dwóch lub dwoje z nich. Serwisy informacyjne mają osobnych prezenterów, spoza tego grona. Prowadzenie programu jest często uznawane za jedną z najbardziej prestiżowych, ale też najtrudniejszych funkcji, jakie może wykonywać w BBC dziennikarz radiowy. Praca ta zarezerwowana jest dla bardzo doświadczonych dziennikarzy – najmłodsza z prezenterów ma obecnie 40 lat (Mishal Husain), a najstarszy 70 lat (John Humphrys). Obecnie głównymi prezenterami są: 
- John Humphrys (od 1987)
- James Naughtie (od 1994)
- Sarah Montague (od 2002)
- Evan Davis (od 2008)
- Justin Webb (od 2009)
- Mishal Husain (od 2013)

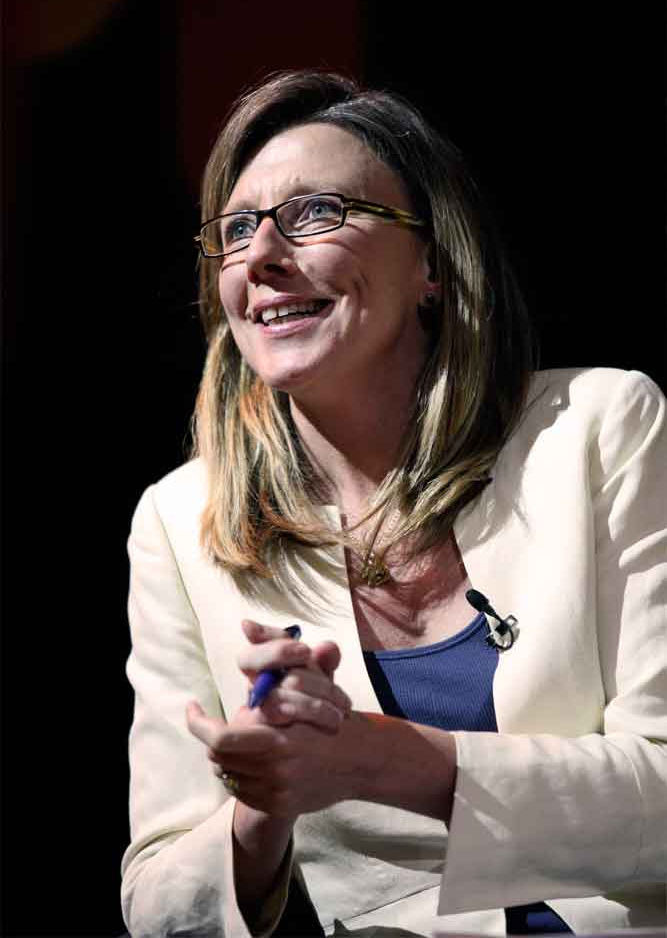
Sarah Montague
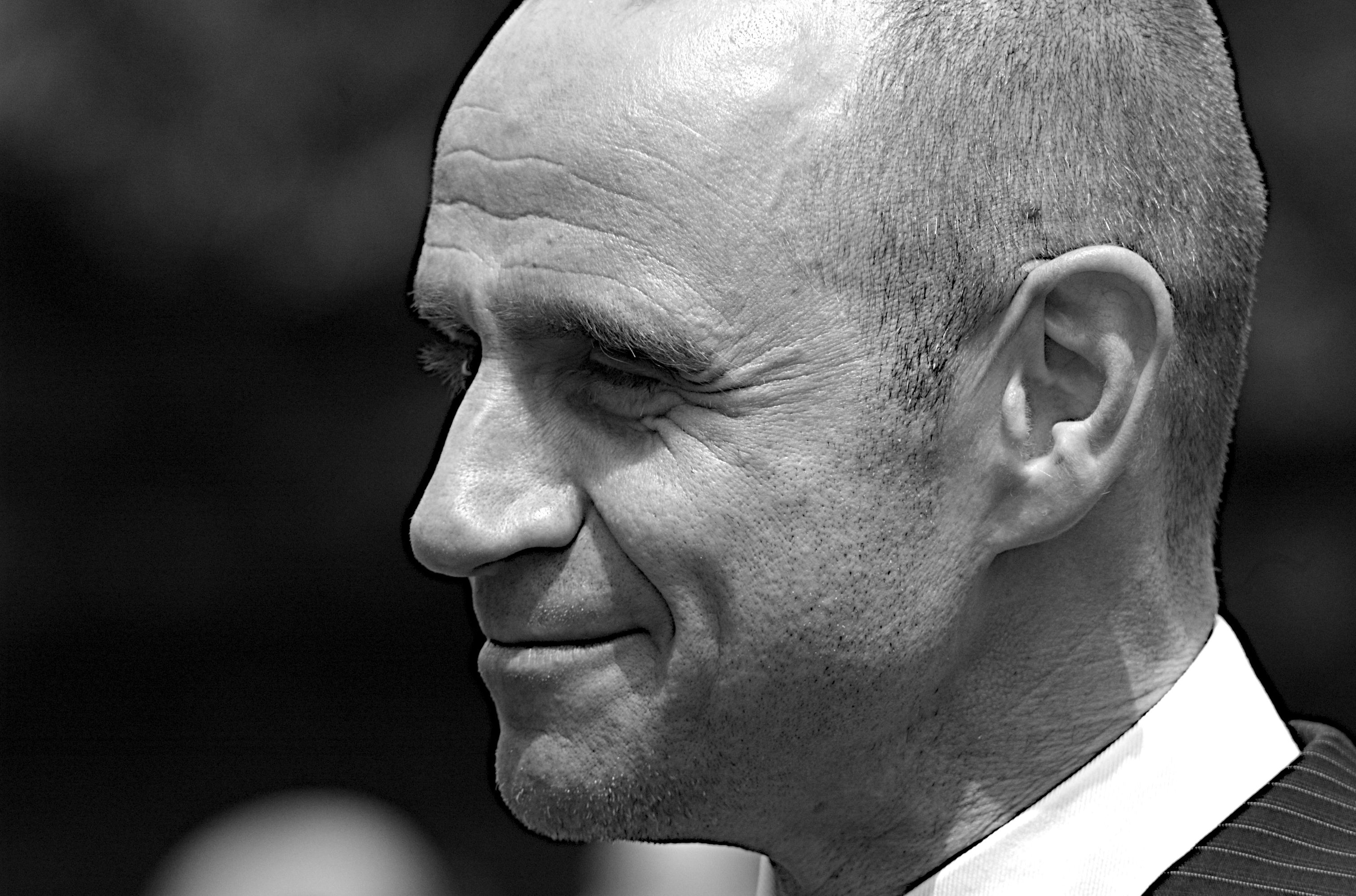
Evan Davis
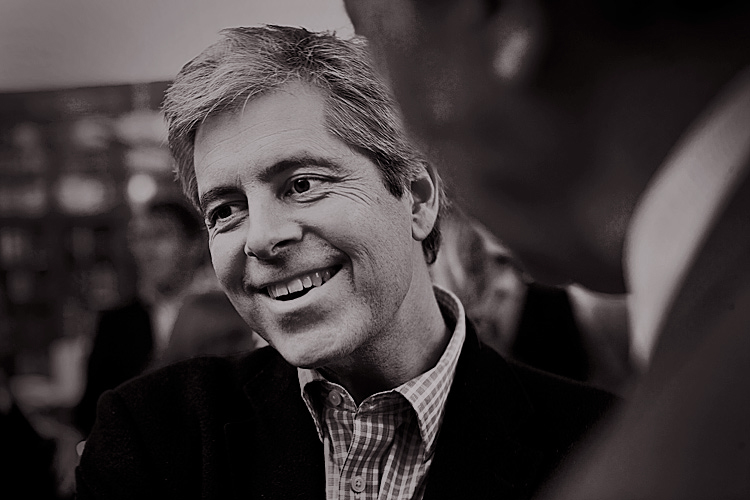
Justin Webb
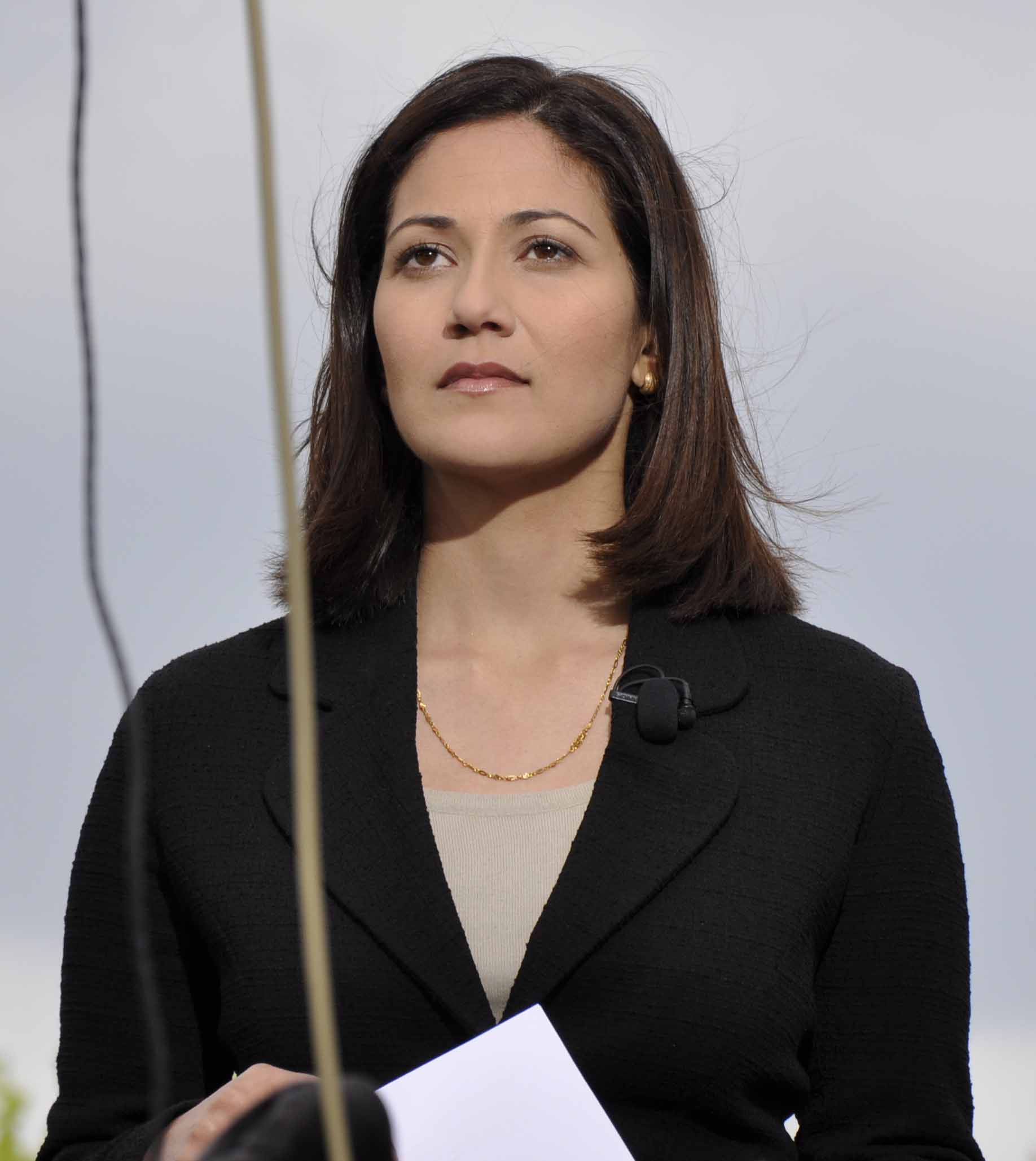
Mishal Husain

## Dostępność
Today dostępne jest na żywo na antenie BBC Radio 4, które można odbierać w Wielkiej Brytanii w analogowym (w tym na falach długich) oraz cyfrowym przekazie naziemnym. Stacja jest także emitowana w Internecie. Dodatkowo wydań Today z ostatniego tygodnia można słuchać w całości w systemie audio on demand, na platformie BBC iPlayer (jest to bezpłatne, również dla użytkowników spoza Wielkiej Brytanii). Najciekawsze fragmenty programu, w formie pojedynczych wywiadów i materiałów, po kilka z każdego wydania, są także dostępne jako podcast.